# Лаба Маріанна Миколаївна
Маріа́нна Микола́ївна Ла́ба (нар. 7 вересня 1968, Срібні Пруди, Московська область) — українська співачка, композиторка, заслужена артистка України. Солістка Львівської обласної філармонії та Будинку органної та камерної музики. Відомa своїми виступами у жанрах класичної, оперної та барокової музики, а також як вокалістка рок-гурту «Полинове Поле».

## Біографія
Маріанна Лаба народилася в сім'ї професійних музикантів. Її батько, родом із Чернівецької області, на той час обіймав посаду директора музичної школи в місті Срібні Пруди Московської області. Мати, угорського походження, співала в хорі, яким керував батько[джерело?]. Згодом родина переїхала до України, оселившись у місті Хуст Закарпатської області[джерело?].
З чотирьох років Маріанна почала займатися музикою, опановуючи гру на скрипці та фортепіано[джерело?].
У 1983–1987 роках навчалася в Ужгородському музичному училищі по класу скрипки. Закінчила заклад з відзнакою, здобувши кваліфікацію артиста оркестру та викладача музики.
У 1987–1995 роках навчалася у Львівській державній консерваторії ім. М. В. Лисенка на факультеті оперного та камерного співу. Її педагогами були заслужені артистки України Ганна Дашак і Зінаїда Максименко.
З 1996 року — солістка Львівської обласної філармонії, а з 2002 — також і Будинку органної та камерної музики (Органного залу).
Проживає у Львові, виховує синана ім’я Крістіан[джерело?].

## Музична кар'єра
Ще під час навчання, як солістка ансамблів «Криниця» та «Excelsior», гастролювала в Австрії, Німеччині, Канаді. Як студентка консерваторії, брала участь у фестивалі «Das Treffen» (Байройт 1992⁣ — ⁣1994)[джерело?], а також 1998 року брала участь в концертах «Kammern Oper Göttingen», Німеччина.
2000 р. зі Львівським Національним театром опери і балету ім. Соломії Крушельницької гастролювала в Італії.
Представляла Україну на численних фестивалях у Польщі (Тарнів, Миколів, Перемишль, Лежайськ, Старий Сонч, Ряшів, Зелена Гура, Ченстохова, Бусько-Здруй, Варшава, Краків, Сандомир, Вроцлав, Кельці, Варка, Радом), а також на Міжнародних фестивалях і форумах у таких країнах: Австрія, Німеччина, Канада, Чехія, Угорщина, Франція, Португалія, Білорусь[джерело?].
2006 р. мала турне з Симфонічним оркестром «K&K Philharmoniker» з програмою «Gala-Strauss» містами Європи, зокрема в Польщі, Монако, Швейцарії, Франції, Іспанії, Португалії, Данії, Норвегії, Німеччині[джерело?], а у 2008⁣ — ⁣2009 рр. гастролі містами Іспанії з Академічним симфонічним оркестром Львівської філармонії під керівництвом Айдара Торибаєва з тією ж програмою «Gala-Strauss».
Має в доробку численні програми в супроводі органу: Антоніо Вівальді, Йогана Баха, Георга Генделя,
музики бароко (Алессандро Скарлатті, Доменіко Скарлатті, Джованні Паїзієлло, Джованні Перголезі, А.Страделла, Доменіко Чімароза, Ф.Тості та ін.).
Працювала з такими диригентами, як Маттіас Кендлінгер (Австрія), Дітер Вагнер (Німеччина), Єжи Косек та Войтек Мрозек (Польща), Юрій Луців, Сергій Бурко, Володимир Сивохіп, Геннадій Фіськов, Роман Филипчук, Мирон Юсипович, Айдар Торибаєв (Україна), Гунгард Маттес (Швейцарія)[джерело?].
Співпрацювала з камерними хорами: «Глорія», «Євшан», фолькгурт «Гомін Карпат», хоровою капелою «Дударик», хором хлопчиків з Мукачева, камерним оркестром «Академія», камерним оркестром Рівненської філармонії[джерело?].
Маріанна також є солісткою ансамблю старовинної музики «Львівські менестрелі».
Брала участь у записах компакт-дисків: «Музика для всіх» з Академічним камерним оркестром «Віртуози Львова», «Львівський Моцарт», «Музика Габсбурзького Львова», «Сонячні іриси» (авторський альбом Я.Музики), брала участь у численних телепередачах.
Брала участь в українсько-польському проєкті під патронатом президента республіки Польща в постановці ораторії М.Солтиса «Присяги Яна-Казимира»[джерело?].
Представляла Україну, як артистка, у посольствах Канади та Білорусі[джерело?].
Є активною учасницею національних святкувань у Будапешті (Угорщина)[джерело?].
Володіє 7 мовами й перекладає вокальні партії класичних творів з іноземних мов на українську.

## Див. також

Маріанна Лаба під час виступу із гуртом Полинове Поле на рок-фестивалі Тарас Бульба, липень 2008 року